# Militaire mobiliteit

PESCO-landen (EU)
Coördinerend land
Deelnemer
Waarnemer

Militaire mobiliteit is een Europees samenwerkingsverband, gecoördineerd met de NAVO, dat moet zorgen voor snel en naadloos verkeer van militair personeel, materieel en goederen, ook in plotse en onverwachte situaties en op grote schaal, binnen en buiten de Europese Unie.
Vlot militair verkeer kan gehinderd worden door:
- Bureaucratische belemmeringen zoals paspoortcontroles en vergunningen. Deze belemmeringen bestaan weliswaar alleen tijdens oefeningen en verpllaatsingen in vredestijd, aangezien tijdens een echte militaire noodsituatie de Amerikaanse NAVO-commandant voor Europa bij de SHAPE gewoon de bondgenoten waarschuwt, en de actie doorvoert.[1]
- Obstakels in de verkeersinfrastructuur, zoals bruggen die te smal of te licht zijn voor de passage van zware militaire voertuigen. Hiervoor zijn investeringen in wegenwerken nodig.

Het wordt gewoonlijk een militair Schengen genoemd omdat het geïnspireerd is op het Schengengebied van de EU, maar bedoeld is om het vrije verkeer van militaire eenheden en goederen in heel Europa te bevorderen.

## Geschiedenis
In de zomer van 2017 drongen Amerikaanse legerleiders zoals Ben Hodges, bevelhebber van het Amerikaanse leger Europa, aan op vlotter militair verkeer binnen Europa. De Nederlandse minister van Defensie Jeanine Hennis-Plasschaert sloot zich daarbij aan, en stelde bij de Europese Unie voor om concrete plannen op te stellen. Militaire mobiliteit werd een van de eerste projecten die in 2017 zijn opgezet in het kader van de Permanente gestructureerde samenwerking op defensiegebied (PESCO) van de Europese Unie. Het project heeft zijn legale basis in artikel 42.6 van het Verdrag van Lissabon en aansluitend Protocol nr. 10. Het belangrijkste verschil tussen het PESCO en andere vormen van samenwerking is het juridisch bindende karakter van de door de deelnemende lidstaten aangegane verbintenissen. In 2018
publiceerde de Europese Commissie op 28 maart dan een Action Plan on military mobility.
Eind 2023 waarschuwde de NAVO de Europese lidstaten opnieuw voor “te veel bureaucratie, die troepenbewegingen door Europa belemmert, een probleem dat grote vertragingen kan veroorzaken als een conflict met Rusland uitbreekt”. Rusland zag deze ontwikkeling als een verdoken escalatie.
In juli 2024 raakte "Operationsplan Deutschland" bekend, met concrete maatregelen in geval van oorlog NAVO/Rusland. Zo zou de west-oost Bundesautobahn 2 kunnen gereserveerd worden voor militair transport vanuit Nederlandse en Belgische havens naar oostelijke fronten. Ook zou de federale politie meer bevoegdheden krijgen.

## Deelnemende landen
Aan het project, dat door Nederland wordt gecoördineerd, nemen alle EU-lidstaten behalve Malta deel, plus Canada, Noorwegen en de Verenigde Staten.

## Projecten
In 2023 ontving België ruim 60 miljoen euro van de Europese Unie om wegen en spoorinfrastructuur aan te passen voor het transport van zwaar militair materieel vanuit de havens van Antwerpen en Zeebrugge. Het budget voor dergelijke projecten werd gevoelig verhoogd na de Russische inval in Oekraïne in 2022.
In Duitsland werd de aanpassing voorzien van het spoorwegnet voor een treinlengte van 740 m in het goederenvervoer.